# Yulios Elias Qoro
Juliusz (imię świeckie Elias Qoro, ur. 1 sierpnia 1881 w Mardin, zm. 1962 w Indiach) – duchowny Syryjskiego Kościoła Ortodoksyjnego, w latach 1927-1962 delegat patriarszy na Malankarze.

## Życiorys
16 czerwca 1905 złożył śluby zakonne w klasztorze Dajr az-Zafaran. Święcenia kapłańskie przyjął w 1908. W latach 1911–1923 był opatem w Dajr az-Zafaran. Sakrę biskupią otrzymał 23 kwietnia 1923 roku z rąk patriarchy Ignacego Eliasza III i został wysłany do Indii. W 1926 roku został mianowany delegatem patriarszym na Malankarze. Zmarł w 1962, pochowany został w klasztorze Manjinikkara.